# Sauhügel
Der Sauhügel ist ein 721,7 m ü. NHN hoher Berg des Thüringer Schiefergebirges im Landkreis Sonneberg, Thüringen (Deutschland). 
Er liegt westlich von Lichte und südöstlich der Talsperre Leibis-Lichte im Naturpark Thüringer Wald. 
Der Sauhügel wird von Schiefergestein aus dem tiefen Silur aufgebaut. Leitfossil ist Phycodes circinatum, ein Ichnofossil. Der Phycodenschiefer des Sauhügels weist einen hohen Eisenanteil auf.
| Bezeichnung  | Höhe NHN | Richtung |
| ------------ | -------- | -------- |
| Rehhecke     | 719,8 m  | NO       |
| Spitzer Berg | 790,3 m  | N        |
| Rauhhügel    | 802 m    | O        |
| Mutzenberg   | 769,6 m  | SO       |
| Mittelberg   | 803,5 m  | S SO     |
| Hahnberg     | 686,0 m  | S        |
| Apelsberg    | 785,3 m  | S SW     |
| Rückersbiel  | 755,6 m  | SW       |